# 강박장애

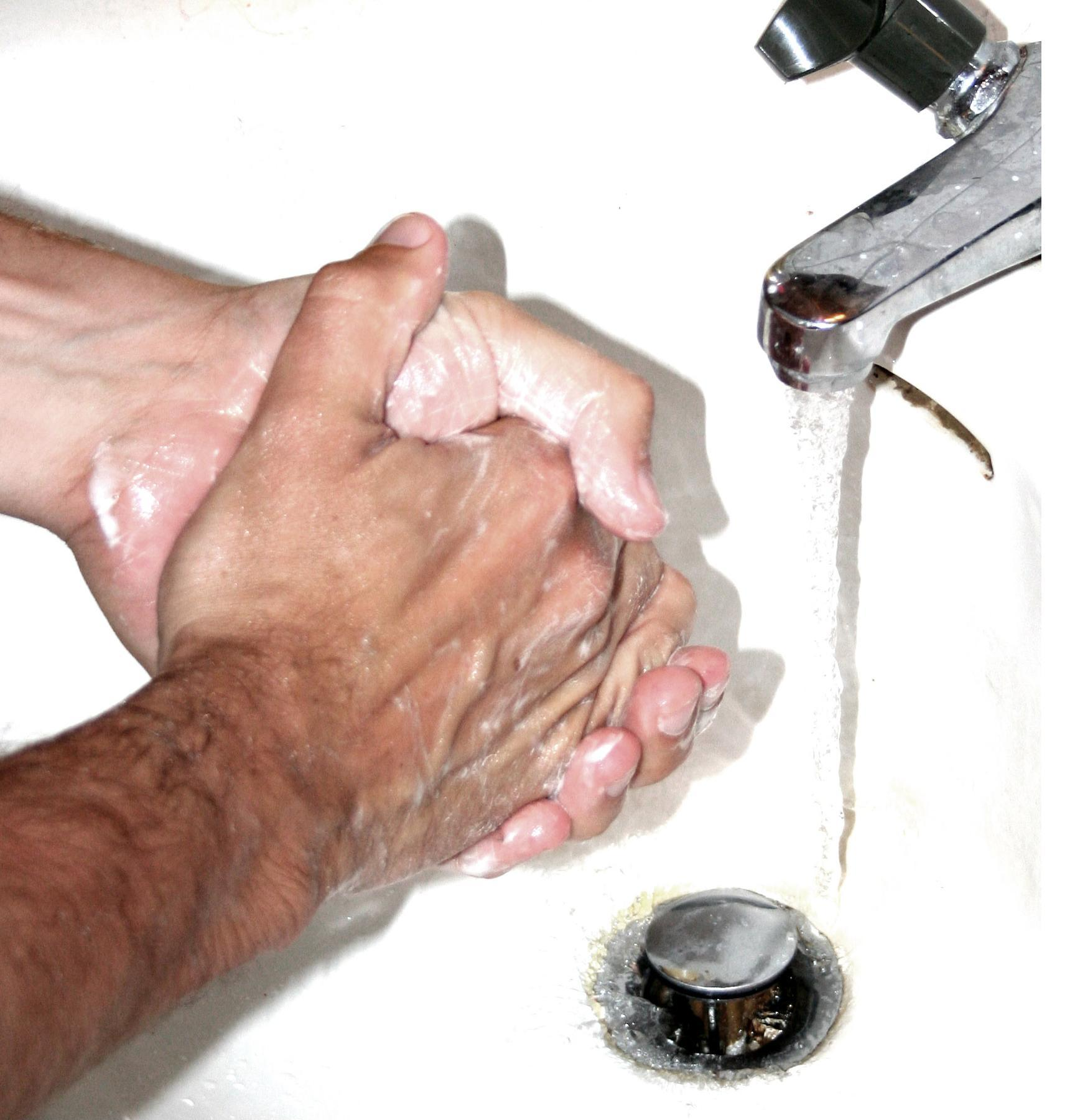
강박장애를 가진 사람 중 일부는 손을 지속적으로 씻는다

강박장애(强迫障碍, 영어: obsessive-compulsive disorder, OCD)는 자신의 의지와 상관없이 특정한 사고나 행동을 지속적으로 반복하는 상태를 말한다. 강박성 장애는 강박적 행동과 강박적 사고로 구분되는데, 강박적 사고가 불안이나 고통을 일으키는 것이라면 강박적 행동은 이를 중화시키는 기능을 한다. 강박적인 생각과 행동을 할 때는 떨쳐버리거나 중단하고 싶지만 그렇게 할 수 없기 때문에 불편함을 느끼고 고통스러워하게 되는 상태를 겪게 되기도 한다. 이러한 특성에 의해서 강박성 장애는 DSM-IV(정신 장애 진단 및 통계 편람 제4판)에 의해서 불안장애 안에 포함되어 있었으나, DSM-5(정신 장애 진단 및 통계 편람 제5판)에서는 불안장애로부터 분리되어 “강박 및 관련 장애(obsessive-compulsive and related disorders)”라는 독립적인 범주로 편성되었다.

## 진단 기준
- 강박사고 또는 강박행동이 나타난다.
  - 강박사고는 다음에 의해서 정의한다.
    - 반복적이고 지속적으로 사고, 충동 및 이미지를 경험한다. 장애 시간의 일부에서는 침투적이고 원치 않는 방식으로 경험되며 대부분 현저한 불안이나 괴로움을 일으킨다.
    - 사고, 충동 및 이미지의 내용은 단순히 실생활 문제에 대한 과도한 걱정이 아니다.
    - 이러한 사고, 충동 및 이미지를 경험하는 사람은 이를 무시하거나 억압하려고 시도한다. 또는 다른 생각이나 행동을 통해 이를 중화시키려고 노력한다.(즉, 강박행동을 함으로써)
    - 이러한 사고, 충동 및 이미지를 경험하는 사람은 이러한 것들이 자기 마음의 산물이며 외부에서 강제적으로 주입된 것이 아님을 인식한다.

  - 강박행동은 다음에 의해서 정의한다.
    - 강박행동에는 예를 들어 손 씻기, 정리정돈하기, 확인하기와 같은 반복적인 행동과 기도하기, 숫자세기, 속으로 단어 반복하기 등과 같은 정신적인 행위도 포함된다. 강박행동은 자신이 경험하는 강박사고에 대한 반응으로 수행하게 되거나 엄격한 규칙에 따라 수행된다.
    - 이러한 외적인 행동이나 정신적인 행위들은 불안감이나 괴로움을 예방하거나 감소시키고, 또는 두려운 사건이나 상황의 발생을 방지하려는 목적으로 수행되는 것이다. 그러나 이러한 행위들은 그 행위의 대상과 현실적인 방식으로 연결되지 않거나 혹은 명백하게 과도한 것이다.

주의점: 어린 아동의 경우 이런 행동이나 정신적인 행위들에 대해 인식하지 못할 수도 있다.
- 이 장애가 경과되는 도중 어느 시점에서 강박사고나 강박행동이 지나치거나 비합리적이라는 것을 스스로 인식한다. 그러나 아동의 경우에는 자신의 증상이 과도하거나 비합리적이란 인식을 갖지 못할 수도 있다.
- 강박사고나 강박행위는 명백히 불편감을 유발하거나 하루에 한 시간 이상의 긴 시간을 소모하게 한다. 개인의 일상생활, 직업, 학업수행이나 사회적인 행위 및 사회적인 관계 등에도 상당한 지장을 일으킨다.
- 강박증상은 물질의 생리적 효과나 다른 의학적 상태로 인한 것이 아니다.

다음의 경우 명시할 것:
- 좋거나 양호한 병식 : 강박적 믿음이 진실이 아니라고 확신하거나 진실 여부를 확실하게 인지하지 못한다.
- 좋지 않은 병식: 강박적 믿음이 아마 사실일 것으로 생각한다.
- 병식 없음/망상적 믿음: 강박적 믿음이 사실이라고 완전하게 확신한다.

다음의 경우 명시할 것:
- 틱관련: 현재 또는 과거 틱장애 병력이 있다.[1]

## 발생 원인
연구결과 강박장애는 생물학적인 기제(機制)가 관여하고 있다고 알려져 있는데, 강박장애는 두뇌의 신경전달물질 중 ‘세로토닌’이 충분히 공급되지 못해서 발생하게 되기도 하고, 뇌의 전두엽과 기저핵 부위를 잇는 신경망의 기능에 이상이 있어서 나타나게 되기도 한다. 세로토닌은 충동성, 공격성, 자살, 불안 등과 밀접한 관련이 있는 것으로 밝혀진 신경전달물질이다. 아직은 강박장애의 원인이 무엇인지 명확하게 설명하기 어려운 실정이다. 게다가 스트레스는 강박장애의 원인은 아니지만, 강박장애를 유발시키는 요인은 될 수 있다.
원인은 알려져 있지 않다. 환경적 요인과 유전적 요인이 작용하는 것으로 보인다. 위험 요인은 아동 학대(child abuse) 이력이나 스트레스 유발 사건 등이 있다.

### 약물 유발 강박장애
여러 약물들은 증상 경험이 없는 환자에게도 강박장애를 유발할 수 있다. 정신질환 진단 및 통계 편람의 2013년판인 DSM-5 내에 강박장애에 관한 새로운 장은 약물 유발 강박장애(drug-induced OCD)를 포함한다.
올란자핀(olanzapine) 혹은 지프렉사(Zyprexa)와 같은 비정형성 항정신병약(atypical antipsychotics)(제2세대 항정신병약second-generation antipsychotics)은 환자에게서 새로운 강박장애를 유발한다고 증명되었다.

## 증상
강박장애를 가진 사람들은 다음과 같은 예들의 행동을 하는 경향이 있다.
1. 강박적인 씻기 행동의 예
오염에 대한 불안감 혹은 먼지나 세균에 대한 염려를 떨쳐버리기 위해서 평소 과도하게 손을 씻거나 타인과 악수를 한 후 곧바로 물티슈로 자신의 손을 닦기도 하며 오랜 시간 샤워를 하기도 한다. 수시로 집안 청소를 하는 등의 행동을 하며 이러한 행위는 죽음이나 질병에 대한 두려움에서 비롯되는 예방적 행위이기도 하지만, ‘이미 오염되었다'는 극도의 불안감으로부터 안정감을 회복하기 위한 것이다.
2. 강박적인 확인 행동의 예
자신이 혹시 어떤 실수를 하지는 않았는지, 현재 느끼는 미세한 통증이 큰 병의 전조는 아닌지, 혹은 사고에 대해 의심하고 두려움을 느끼며 이를 방지하기 위한 의도에서 반복적으로 수행되는 행위로 문이나 가스레인지를 잠갔는데도 잠그지 않은 것 같은 느낌의 반복과 이에 따른 확인, 다른 사람에게 해가 되지 않았는가에 대한 점검 등 대체로 일정한 의례적인 방식으로 수행되며, 실수나 사고로 인한 피해를 방지하기 위한 예방 내지는 검토의 의도가 있다고 본다.
3. 균형 또는 정확성에 대한 욕구 및 강박행동의 예(강박적인 정리정돈)
물건이 바로 그 자리에 있지 않으면 어떤 일이 일어날 것 같은 생각, 대칭에 대한 욕구, 따라서 물건을 항상 반듯하게 두거나, 대칭적으로 두는 행동으로 사물을 제대로 맞춰 놓아야 한다는 완벽주의적 성향을 추구하는 경우가 많다.
4. 사물 정렬 또는 대칭에 대한 욕구의 예
물건이 제자리에 가 있어야 하고 대칭도 맞아야만 안심할 수 있는 경우이다. 물건이 제대로 정렬되어 있지 않으면 무언가 나쁜 일이 일어날 것 같은 두려움을 갖게 되기도 한다.
5. 강박적인 지연행동의 예
양치질을 하는 데에만 30분이 소요되고 목욕을 하는 데는 2시간이 넘게 걸리는 경우 등과 같이 강박장애 환자들이 반복적인 강박행위에 몰두하는 데 많은 시간이 소모되는 것으로, 대개의 경우 강박 지연행동을 보이는 사람들은 자신의 강박적이고 지나치게 꼼꼼한 수행에 대해 저항감을 느끼지 않는다.
6. 강박적인 수집행동의 예
거의 쓸모없어 보이거나 낡고 가치 없는 물건들에 대해 집착을 보인다는 것이 특징이고, 강박적인 수집행동을 보이는 사람들은 자신의 수집물을 타인이 만지거나 다른 장소로 치우는 것에 대해 과도한 불안감을 느끼기도 한다. 언젠가 필요할 것 같아서 버리지 못하고 모아두는 경우도 수집행동의 특징이라고 할 수 있다.

## 강박장애 극복 방안들
앞에서 보았듯이 강박장애를 가진 사람들은 특정한 강박행동을 반드시 해야만 한다고 생각하거나, 동시에 이런 생각이 실제로 일어날 것 같은 두려움을 가지고 그 행동을 강박장애를 가지지 않은 사람보다 자주 하게 되는 것을 의미한다. 이러한 강박장애는 현재로서는 강박사고의 침습적인 반복으로 강박행동으로 나타나기까지 용인되는 심리적인 방어기제의 범주내에 있는지 아니면 뇌의 이상과 관련이 있다고 보는지는 지속적이고 기술적으로 의료적 검증이 필요하다. 그러므로 강박장애를 진단하는 것은 의료전문가(정신건강의학과 전문의나 임상심리사등)를 만나는 것이 우선적으로 전제되어야한다. 염두에 둘 것은 강박장애를 극복하기 위해서는 지속적인 과정이 필요하다는 것과 강박장애의 정확한 행동평가와 적절한 조기 중재가 보다 효과적이라는 것이다.
강박장애를 극복하는 방안으로는 크게 두 가지가 있는데, 약물치료와 행동지원이다. 약물치료나 행동지원 어느 한 가지만을 하는 것보다, 두 가지를 병행해서 하는 것이 치료 효과가 보다 효과적일수있다는 견해가 있다.

### 약물 치료
최근에는 뇌의 세로토닌을 조절하도록 개발된 선택적 세로토닌 재흡수차단제(SSRI)로 작용하는 약물 중에 플루옥세틴, 설트랄린, 에스시탈로프람이 있다. 이 약물은 항우울제로 일반적으로 알려져 있지만, 이 약물은 뇌에서 세로토닌의 기능을 정상화시킴으로써 강박장애의 치료에 효과가 있다. 선택적 세로토닌 재흡수차단제로 작용하는 약은 여러 종류가 있으며, 개인의 체질에 따라서 약물의 선택과 용량이 조절되어야 하므로 전문가와 상의해서 결정해야 한다. 그리고 약물치료는 적어도 몇 주 혹은 몇 달이 지나야 효과가 나타난다.

### 행동 지원
행동지원은 자신의 생각이나 불안 등의 감정을 변화시키기 위한 방법으로 여러 단계로 구분하여 시행될 수 있는데, 크게 2단계로 나누어 보면,
- 1단계: 먼저 자신의 강박사고나 강박행동을 잘 파악하고 변화시키는 방법을 배운다.
- 2단계: 강박사고로부터 유발되는 불편감을 가라앉히는 방법, 그리고 강박행동을 줄이는 방법을 배운다.

강박사고와 강박행동을 감소시키는 여러 가지 행동적 전략이 있는데, 이들 중 가장 효과적이고 많이 사용하는 방법은 노출법과 반응방지법이다. 두려움의 대상을 직접 경험하는 것이 노출법이고 강박행동을 참는 것이 반응방지법이다. 노출과 반응방지법은 두려워하는 상황, 또는 자극에 노출하도록 하고, 그 자극에 동반되어 나타나는 강박행동을 하지 못하는 하는 행동지원 방법이다. 이러한 행동지원은 개인에 따라서 개별적인 계획을 세워서 해야 한다.

#### 노출과 반응방지법에 대한 구체적인 예
세균에 오염될 것을 두려워하는 김씨가 있다. 김씨는 문잡이도 잡지 않고, 악수를 나누지도 않으며, 하루에 40회도 넘게 손을 씻는다. 김씨는 전문가와 상의하여 행동지원을 받기로 결정했다. 행동지원을 위해서 김씨에게 더러워 보이는 문손잡이를 만지도록 한다.(1단계: 노출). 그런 다음에 수 시간 동안 손을 씻지 못하게 한다.(2단계: 행동방지). 일반적으로 치료과정 중에 불안이 증가하는 경험들을 하게 되고, 이런 어려운 자극이나 불안들을 잘 견디어 내었다는 경험들이 쌓이면서 스스로가 증상들을 감소시켜 나갈 수 있게 된다.

## 가족 지원
1. 가족들은 강박장애가 어떤 장애라는 것에 대한 이해를 하고 있어야 하며, 응원군이 되어주어야 한다.
강박장애를 경험하지 않았거나 모르는 사람에게는, 강박장애를 가진 사람의 생각이나 행동을 이해하기가 어렵고, 강박장애를 가진 사람이 확인을 부탁하면 귀찮아질 수도 있다. 그러나 강박장애를 가진 사람의 행동이 절대 고의적인 것은 아니므로, 이러한 행동에 대해서 비난하거나 꾸지람을 하지 말아야 하며, 강박장애를 저항하려고 노력하는 모습을 격려해 주어야 한다.
2. 안심시키려 하지 말아야 한다.
강박장애를 가진 사람들은 자신이 다른 사람을 오염시키지 않았는지 다른 사람으로부터 확인하고 안심을 얻으면 일시적으로 편안해 지지만, 시간이 조금 흐른 후에는 강박적인 염려가 심하게 되살아나므로, 안심시키는 것은 일시적으로는 효과가 있지만, 장기적으로는 좋지 않다는 것을 알아야 한다.
3. 중립적인 태도를 취해야 한다.
주변 사람들은 강박장애를 가진 사람을 무조건 안심시켜 주는 것을 피하고 그 사람이 강박장애를 극복할 수 있도록 지원해 주어야 한다. 강박장애를 가진 가족과 다른 가족 구성원 간에 상의를 통해 서로간 지킬 수 있는 약속은 어떤 것이 있을지 함께 생각해 볼 수도 있다.

## 관련 전문가 칼럼
- 김충렬 박사의 '강박증', 1 강박증이란
- 김충렬 박사의 '강박증', 2 강박증의 심리적 특징과 이해
- 김충렬 박사의 '강박증', 3 강박증의 역학과 유병률
- 김충렬 박사의 '강박증', 4 강박증의 유발원인 1
- 김충렬 박사의 '강박증', 5 강박증의 유발원인 2
- 김충렬 박사의 '강박증', 6 강박증의 병리적 특징 1
- 김충렬 박사의 '강박증', 7 강박증의 병리적 특징 2
- 김충렬 박사의 '강박증', 8 강박증의 임상적 양상 1
- 김충렬 박사의 '강박증', 9 강박증의 임상적 양상 2
- 김충렬 박사의 '강박증', 10 진단을 위한 기초증상
- 김충렬 박사의 '강박증', 11 강박증 진단 요건
- 김충렬 박사의 '강박증', 12 강박증의 감별진단과 자가진단
- 김충렬 박사의 '강박증', 13 강박증의 임상적 양상과 이해
- 김충렬 박사의 '강박증', 14 강박증의 유형
- 김충렬 박사의 '강박증', 15 강박증의 행동치료
- 김충렬 박사의 '강박증', 16 강박증의 인지이론과 치료
- 김충렬 박사의 '강박증', 17 정신역동 치료
- 김충렬 박사의 '강박증', 18 강박증의 유형과 치료적 대응 1
- 김충렬 박사의 '강박증', 19 강박증의 유형과 치료적 대응 2
- 김충렬 박사의 '강박증', 20 강박증의 유형과 치료적 대응 3
- 김충렬 박사의 '강박증', 21 강박증의 유형과 치료적 대응 4
- 김충렬 박사의 '강박증', 22 강박증의 유형과 치료적 대응 5
- 김충렬 박사의 '강박증', 23 강박증의 유형과 치료적 대응 6
- 김충렬 박사의 '강박증', 24 강박증의 극복과 간단한 치료 1
- 김충렬 박사의 '강박증', 25 강박의식의 치료과정
- 김충렬 박사의 '강박증', 26 강박증 해소와 실천단계
- 김충렬 박사의 '강박증', 27 강박행동의 치료와 증례 1
- 김충렬 박사의 '강박증', 28 강박행동의 치료와 증례 2
- 김충렬 박사의 '강박증', 29 치료와 욕구결핍
- 김충렬 박사의 '강박증', 30 치료와 욕구 해소
- 김충렬 박사의 '강박증', 31 강박증과 향유의 문제
- 김충렬 박사의 '강박증', 32 강박증의 자가 치료 1
- 김충렬 박사의 '강박증', 33 강박증의 자가 치료 2

## 같이 보기
- 불안 장애